# Lagynochthonius hamatus
Lagynochthonius hamatus är en spindeldjursart som beskrevs av Harvey 1988. Lagynochthonius hamatus ingår i släktet Lagynochthonius och familjen käkklokrypare. Inga underarter finns listade i Catalogue of Life.